# تولاهاس (اکلاهما)
تولاهاس(به انگلیسی: Tullahassee) شهری در ایالت اکلاهما کشور ایالات متحده آمریکا است که جمعیت آن در سرشماری سال ۲۰۱۰ میلادی، ۱۰۶ نفر بوده‌است.